# Stadtbergen
Stadtbergen (Swabia: Staberga) là một thị trấn thuộc huyện Augsburg, bang Bayern, Đức. Nơi đây nằm ở ngoại ô Augsburg, cách trung tâm thành phố Augsburg  4 kilômét (2,5 mi) về phía tây.